# جاردينيلو
جاردينيلو (بالإيطالية: Giardinello)‏ هي بلدية في مقاطعة باليرمو في صقلية الإيطالية.

## السكان
في سنة 1861 بلغ عدد السكان 461 نسمة، وتطور العدد ليصل في سنة 2011 لـ 2٬258 نسمة.
يظهر هذا المخطط البياني تطور النمو السكاني لـ جاردينيلو